# سید افضل موسوی
سید افضل موسوی (زادهٔ ۱۳۳۳ در زنجان) نمایندهٔ حوزهٔ انتخابیهٔ زنجان و طارم در دورهٔ ششم مجلس شورای اسلامی، سیاست‌مدار اصلاح‌طلب و عضو شورای مرکزی حزب کارگزاران سازندگی ایران است. 

## زندگی‌نامه
سید افضل موسوی فرزند سید سجاد موسوی در سال ۱۳۳۳ در زنجان به دنیا آمده‌است. وی تحصیلات دبیرستان خود را در دبیرستان امیرکبیر زنجان گذرانده و در فعالیت‌های منجر به پیدایش انقلاب اسلامی دخیل بوده‌است.
پس از انقلاب وی ابتدا در کسوت دبیری وارد آموزش و پرورش می‌شود و در تهران شروع به تدریس می‌کند. پس از مدتی به نخست وزیری می‌رود و همزمان در دانشگاه صنعتی امیر کبیر در رشته مهندسی عمران پذیرفته شده و ادامه تحصیل می‌دهد. موسوی در سالهای ۱۳۶۸ تا ۱۳۷۷ به مدت ۱۰ سال متوالی در سمت شهردار منطقه ۲ تهران فعالیت می‌کند. از جمله مهم‌ترین اقدامات وی در این دوره مدیریت ساخت بزرگراه یادگار امام بوده‌است.
وی در دوره پنجم مجلس شورای اسلامی برای نمایندگی از شهرستان زنجان ثبت نام می‌کند و فالیت کرده ولی موفق به راه یابی به مجلس پنجم نمی‌شود اما تلاش وی در دوره ششم مجلس شورای اسلامی به ثمر می‌نشیند و همراه با ابوالفضل شکوری به عنوان نمایندگان اصلاح طلب دوره ششم مجلس شورای اسلامی انتخاب می‌شود. وی در انتخابات دوره هشتم مجلس شورای اسلامی در تهران و در فهرست اصلاح‌طلبان قرار گرفت ولی موفق به راه یابی به مجلس نشد.
وی از در طول سال‌های ۱۳۸۲ تا ۱۳۸۴ مشاور وزیر کشور دولت اصلاحات بوده و پس از آن عمده فعالیتش در شرکت مربوط به فعالیت‌های مهندسی عمران بوده‌است. وی همچنین در سال ۸۶ رئیس هیئت فوتبال استان زنجان بودو اکنون عضو شورای مرکزی کارگزاران سازندگی ایران است و ریاست هیئت مدیره شرکت پتروشیمی زنجان برعهده دارد.